# Arni bei Biglen
Arni bei Biglen es una comuna suiza del cantón de Berna, situada en el distrito administrativo de Berna-Mittelland. Limita al norte con las comunas de Walkringen y Landiswil, al este con Lauperswil, al sureste y sur con Oberthal, al suroeste con Grosshöchstetten, y al oeste con Biglen.
Formada por las localidades de Arnisäge, Hämlismatt, Kleinroth y Lüthiwil. Hasta el 31 de diciembre de 2009 situada en el distrito de Konolfingen.